# Joel Fearon
Joel Fearon, né le 11 octobre 1988 à Coventry, est un athlète britannique, spécialiste du sprint, ainsi qu'un bobeur. 

## Biographie

### Bobsleigh
Il est vice-champion d'Europe de bobsleigh en 2014.
Il prend part aux Jeux olympiques d'hiver de 2014, dans le bob à quatre, terminant cinquième, avant de profiter plus tard de deux disqualifications pour recevoir la médaille de bronze. Pour la saison 2019-2020 seulement, il fait partie de l'équipage suisse mené par Timo Rohner.

### Athlétisme
Le 30 juillet 2016, à Bedford, Joel Fearon franchit la barrière des dix secondes sur 100 m en établissant le temps de 9 s 96 (+ 2,0 m/s).

### Records d'athlétisme
| Épreuve | Performance | Lieu    | Date            |
| ------- | ----------- | ------- | --------------- |
| 100 m   | 9 s 96      | Bedford | 30 juillet 2016 |

## Palmarès

### Jeux Olympiques
- : médaillé de bronze en bob à quatre aux Jeux olympiques d'hiver de 2014 à Sotchi  Russie à la suite de la disqualification des équipes russes.